# Alfred Hughes (Segler)
Alfred Collingwood Hughes (* 1868 in Guernsey; † 17. Februar 1935 in Portsmouth) war ein britischer Segler.

## Erfolge
Alfred Hughes nahm in der 8-Meter-Klasse an den Olympischen Spielen 1908 in London teil. Er war Crewmitglied der Sorais, die mit vier weiteren Booten um die Medaillen segelte. Das Gesamtresultat orientierte sich am besten Ergebnis der einzelnen Wettfahrten. Dabei belegte die Sorais unter Skipper George Ratsey in drei Wettfahrten zweimal den zweiten Platz, womit sie die Regatta auf dem dritten Rang hinter dem zweimal siegreichen britischen Boot Cobweb von Skipper Blair Cochrane und dem einmal siegreichen schwedischen Boot Vinga von Skipper Carl Hellström beendete. Neben Hughes, Skipper Ratsey und Hughes’ Bruder Frederick gewannen die übrigen Crewmitglieder Philip Hunloke und William Ward die Bronzemedaille.